# Pyrvinium

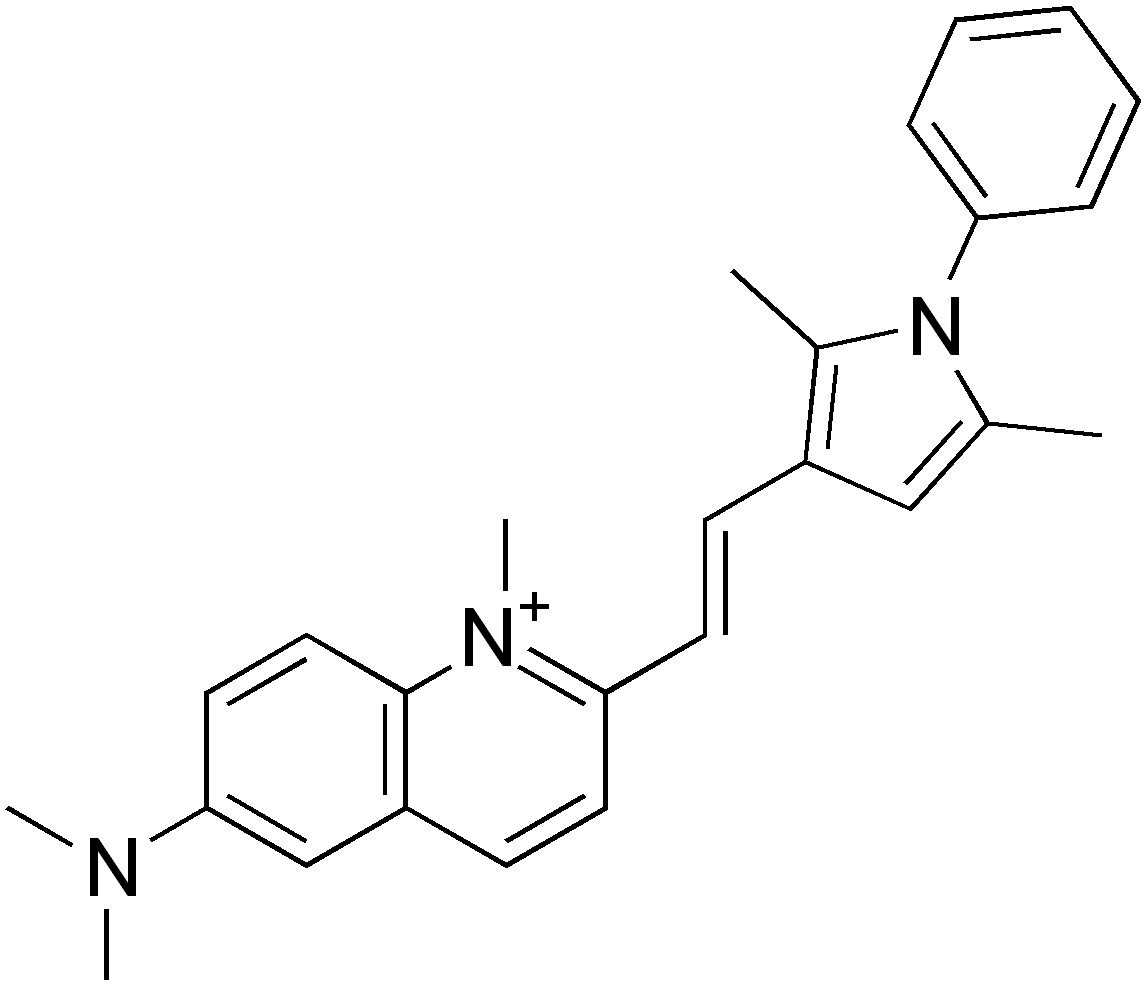
Strukturformel för pyrvinium.

Pyrvinium alternativt pyrvin (varunamn Vanquin) är en läkemedelssubstans som verkar genom att döda springmask (Enterobius vermicularis) och dess larver. Läkemedlet har dock ingen effekt på redan lagda ägg.
Pyrviniums kemiska namn är 6-dimetylamino-2-[2-(1-fenyl-2,5-dimetyl-3-pyrrolyl)vinyl]-1-metylkinolinium och summaformeln C26H28N3+. Som läkemedel förekommer pyrvinium som ett salt, med olika anjon i olika läkemedelsformuleringar. Ett exempel är pyrviniumembonat, det vill säga som embonsyrans salt.
Pyrvinium fungerar även som ett kraftigt rött färgämne som kan ge missfärgningar på både kläder, tänder och munhåla och även färga avföringen röd.

## Pyrviniumläkemedel i Sverige
Läkemedlet Vanquin samt Pyrvin är det enda registrerade pyrviniumläkemedlen i Sverige och båda är receptfritt. 2019 uppmärksammades att Vanquin, som i Sverige levereras av Meda AB, under lång tid hade haft återkommande leveransproblem. Detta orsakade problem då inget receptfritt alternativ fanns tillgängligt, utan patienterna istället behövde använda det receptbelagda mebendazol (varunamn Vermox).